# Maksima Górkogo
Maksima Górkogo - Максима Горького (rus) és un possiólok del krai de Krasnodar, a Rússia. És a 40 km al sud-est de Primorsko-Akhtarsk i a 89 km al nord-oest de Krasnodar.
Pertany a l'stanitsa de Priazóvskaia.